# Johan Remkes
Johannes Wijnandus (Johan) Remkes (ur. 15 czerwca 1951 w Zuidbroek) – holenderski polityk, działacz partyjny i samorządowiec, poseł do Tweede Kamer, minister i wicepremier.

## Życiorys
Kształcił się w zakresie ekonomii na Uniwersytecie w Groningen. Zaangażował się w działalność polityczną w ramach Partii Ludowej na rzecz Wolności i Demokracji (VVD), do której wstąpił w 1973. Od 1975 do 1977 był przewodniczącym jej organizacji młodzieżowej Jongeren Organisatie „Vrijheid en Democratie”. W latach 1978–1993 zasiadał w radzie prowincji Groningen. W latach 1978–1982 i 1994–1996 był radnym i przewodniczącym klubu radnych VVD w mieście Groningen. Od 1982 do 1993 wchodził w skład egzekutywy stanów prowincjonalnych, odpowiadając m.in. za transport i roboty publiczne, a od 1991 za sprawy gospodarcze.
W 1993 po raz pierwszy objął mandat posła do Tweede Kamer. Do niższej izby Stanów Generalnych wybierany ponownie w 1994, 1998, 2002, 2003 i 2006. Od sierpnia 1998 do lipca 2002 w rządzie Wima Koka pełnił funkcję sekretarza stanu ds. mieszkalnictwa, planowania przestrzennego i środowiska. Następnie wchodził w skład trzech pierwszych rządów, którymi kierował Jan Peter Balkenende. Od lipca 2002 do lutego 2007 sprawował urząd ministra spraw wewnętrznych. Do maja 2003 był jednocześnie wicepremierem.
W lipcu 2010 jako komisarz królowej stanął na czele administracji prowincji Holandia Północna (od kwietnia 2013 jako komisarz króla). W styczniu 2019 zastąpił go Arthur van Dijk. W tym samym roku powołany na tymczasowego burmistrza Hagi, zakończył urzędowanie w 2020. W 2021 pełnił czasowo obowiązki komisarza króla w Limburgii.

## Odznaczenia
Oficer Orderu Oranje-Nassau (2007).